# Лілі (фільм, 1953)
Лілі (англ. Lili) — американська мелодрама, мюзикл режисера Чарльза Уолтерса 1953 року з Леслі Карон в головній ролі.

## Сюжет
Музична картина про долю довірливої дівчини Лілі, волею випадку що потрапила в цирк. Там вона навчиться по іншому дивитися на життя, зустріне нових друзів і знайде своє кохання.

## У ролях
- Леслі Карон — Лілі
- Мел Феррер — Пауль Бертален
- Жан-П'єр Омон — Марк
- Жа Жа Габор — Розалі
- Курт Казнар — Жако
- Аманда Блейк — «Персикові Губи»
- Алекс Джеррі — власник
- Ральф Думке — містер Корв'єр
- Вілтон Графф — містер Тоніт
- Джордж Бакстер — містер Енріке

## Нагороди і номінації
- Оскар, 1954
  - Переможець:
    - Найкращий саундтрек для драматичних / комедійних картин

  - Номінації:
    - Найкраща жіноча роль (Леслі Карон)
    - Найкращий режисер (Чарльз Уолтерс)
    - Найкращий адаптований сценарій
    - Найкраща робота оператора
    - Найкраща робота художника
- Золотий глобус, 1954
  - Переможець:
    - Найкращий сценарій
- Британська академія, 1954
  - Переможець:
    - Найкраща іноземна актриса (Леслі Карон)

  - Номінації:
    - Найкращий фільм
- Каннський кінофестиваль, 1953
  - Переможець:
    - Міжнародний приз за найкращий розважальний фільм
    - Особлива згадка

  - Номінації:
    - Великий приз фестивалю